# Dunajek (gmina Kowale Oleckie)
Dunajek (Duits: Duneyken, Forst; 1938-1945: Duneiken, Forst) is een plaats in het Poolse woiwodschap Ermland-Mazurië, in het district Olecki. De plaats maakt deel uit van de landgemeente Kowale Oleckie.